# 米德爾敦 (印第安納州艾倫縣)
米德爾敦（英語：Middletown）是位於美國印地安納州艾倫縣的一個非建制地區。該地的面積和人口皆未知。

## 地理
米德爾敦的座標為41°56′35″N 85°02′56″W / 41.94306°N 85.04889°W，而該地的平均海拔高度為241米（即791英尺）。